# Jinhua
Jinhua (en chino, 金华; pinyin, Jīnhuá; transcripción antigua, Kinhwa, escucharⓘ) es una ciudad-prefectura en la provincia de Zhejiang, República Popular de China. Limita al noroeste con Hangzhou, al suroeste con Quzhou, al sur con Lishui, al este con Taizhou y al noreste con Shaoxing. Su área es de 5820 km² y su población para 2020 fue de 7 millones de habitantes. Jinhua es una ciudad histórica y cultural nacional y el famoso lugar de origen del jamón Jinhua.
La ciudad es conocida por producir el más famoso jamón de China. El habla local es wu jinhuanés.

## Administración
La ciudad prefectura de Jinhua se divide en 9 localidades que se administran en 2 distritos urbanos, 4 ciudades suburbanas y 3 condados.
- Distrito Wucheng (婺城区)
- Distrito Jindong (金东区)
- Ciudad Lanxi (兰溪市)
- Ciudad Yiwu  (义乌市)
- Ciudad Dongyang  (东阳市)
- Ciudad Yongkang  (永康市)
- Condado Wuyi (武义县)
- Condado Pujiang (浦江县)
- Condado Pan'an (磐安县)

Estos a su vez están administrados en 191 divisiones menores.

## Clima
| Parámetros climáticos promedio de Jínhua (1971−2000) | Parámetros climáticos promedio de Jínhua (1971−2000) | Parámetros climáticos promedio de Jínhua (1971−2000) | Parámetros climáticos promedio de Jínhua (1971−2000) | Parámetros climáticos promedio de Jínhua (1971−2000) | Parámetros climáticos promedio de Jínhua (1971−2000) | Parámetros climáticos promedio de Jínhua (1971−2000) | Parámetros climáticos promedio de Jínhua (1971−2000) | Parámetros climáticos promedio de Jínhua (1971−2000) | Parámetros climáticos promedio de Jínhua (1971−2000) | Parámetros climáticos promedio de Jínhua (1971−2000) | Parámetros climáticos promedio de Jínhua (1971−2000) | Parámetros climáticos promedio de Jínhua (1971−2000) | Parámetros climáticos promedio de Jínhua (1971−2000) |
| Mes                                                  | Ene.                                                 | Feb.                                                 | Mar.                                                 | Abr.                                                 | May.                                                 | Jun.                                                 | Jul.                                                 | Ago.                                                 | Sep.                                                 | Oct.                                                 | Nov.                                                 | Dic.                                                 | Anual                                                |
| ---------------------------------------------------- | ---------------------------------------------------- | ---------------------------------------------------- | ---------------------------------------------------- | ---------------------------------------------------- | ---------------------------------------------------- | ---------------------------------------------------- | ---------------------------------------------------- | ---------------------------------------------------- | ---------------------------------------------------- | ---------------------------------------------------- | ---------------------------------------------------- | ---------------------------------------------------- | ---------------------------------------------------- |
| Temp. máx. media (°C)                                | 9.1                                                  | 10.9                                                 | 14.8                                                 | 21.7                                                 | 26.5                                                 | 29.2                                                 | 33.8                                                 | 33.5                                                 | 28.5                                                 | 23.6                                                 | 17.9                                                 | 12.3                                                 | 21.8                                                 |
| Temp. mín. media (°C)                                | 2.2                                                  | 3.7                                                  | 7.3                                                  | 13.3                                                 | 18.2                                                 | 21.9                                                 | 25.3                                                 | 24.9                                                 | 20.8                                                 | 15.3                                                 | 9.4                                                  | 3.8                                                  | 13.8                                                 |
| Precipitación total (mm)                             | 71.5                                                 | 91.6                                                 | 160.1                                                | 168.9                                                | 186.6                                                | 258.5                                                | 129.5                                                | 109.1                                                | 103.1                                                | 68.9                                                 | 55.9                                                 | 47.9                                                 | 1451.6                                               |
| Días de precipitaciones (≥ 0.1 mm)                   | 13.4                                                 | 14.5                                                 | 18                                                   | 17.1                                                 | 16.1                                                 | 16.5                                                 | 12.4                                                 | 11.9                                                 | 11.2                                                 | 9.6                                                  | 8.2                                                  | 8.6                                                  | 157.5                                                |
| Fuente: Weather China                                |                                                      |                                                      |                                                      |                                                      |                                                      |                                                      |                                                      |                                                      |                                                      |                                                      |                                                      |                                                      |                                                      |